# Калага
Калага (бурм. ကန့်လန့်ကာ) је веома извезена таписерија од свиле, фланела, филца, вуне и чипке на позадини од памука или сомота аутохтоног Бурме (Мјанмар). Реч калага, што значи „завеса“, потиче из бурманског језика, иако се на бурманском о овом ручном раду говори као shwe gyi do ( ရွှေချည်ထိုး). Ове таписерије користе технику шивења која се зове shwe gyi (ရွှေချည်).
Ова уметничка форма се појавила током династије Конбаунг средином 19. века и достигла је свој врхунац током владавине Миндона Мина, када је сомот постао модеран на краљевском двору.
У типичној таписерији, подстављене фигуре су исечене од различитих врста тканине и ушивене на позадину, обично црвену или црну тканину, како би формирале сложену сцену, традиционално из бурманских класичних драма (нпр. Рамајана, Јатака). Фигуре су сашивене комбинацијом металик и обичних нити и украшене шљокицама, перлама и стакленим каменчићима.